# لوفی (اسطوره)
لوفی (به نورس باستان: lɔuvˌœy) یا نال شخصیتی در اسطوره‌شناسی اسکاندیناوی و مادر لوکی است. دومی اغلب توسط نام مادری لوکی لووی‌یارسون (در زبان نورس باستان «لوکی لاوفیسان») در ادای منظوم ذکر شده است، در ازای پدرنامی سنتی مورد انتظار یعنی لوکی فارباوتیسان («پسر فارباوتی»)، زیرا در اسطوره‌شناسی معمولاً خویشاوندی از طریق اجداد مرد در نظر گرفته می‌شود. بر طبق ادای منظوم، او مادر لوکی، بیلیستر و هلبلیندی از یوتون فارباوتی است. در روایت کوتاه «Sörla þáttr»، لوفی لاغر و نحیف بود و به همین دلیل به او نال («نیدل» یا «سوزن») می‌گفتند.

## نام
معنای نام نورس باستان لوفی مشخص نیست، اما به‌طور کلی با lauf (برگ، شاخ و برگ درختان) مرتبط است، و شاید به پسوند-اِی (که در نام‌های شخصی زنانه مانند بیارگی، ثوری یافت می‌شود)، یا به ایزدبانوی درخت فرضی به نام lauf-awiaz («برگ‌دار») وصل شده است.
از آنجایی که نام همسرش فارباوتی به معنای «ضربه‌زن خطرناک» است، برخی از دانشوران یک تعبیر اسطوره‌شناسی طبیعی احتمالی ارائه کرده‌اند که صاعقه به برگ‌ها یا برگ‌های سوزنی درخت برخورد می‌کند تا آتش ایجاد کند.